# 廣瀬忠彦
廣瀬 忠彦（ひろせ ただひこ、1928年10月22日 - ）は、日本の園芸学者。香川大学名誉教授。専門は蔬菜園芸学（野菜園芸学）。京都府京都市東山区出身。

## 略歴
商家生まれのため京都市立第一商業学校（現：京都市立西京高等学校・附属中学校）に入学したが、農学への道を志して1945年に京都府立農林専門学校に進学し、さらに京都大学農学部農学科に入学。卒業後の1952年に西京大学（現：京都府立大学）農学部農学科助手となり、論文「トウガラシの育種に関する基礎的研究」により、京都大学より農学博士の学位を受ける。
1969年に京都市から香川県に転居。香川大学農学部助教授、次いで教授となり、岡山大学・島根大学非常勤講師を兼任。香川県より香川県野菜振興対策協議会委員を委嘱される。1985年、愛媛大学連合大学院設立に伴い農学研究科教授を併任。1986年、香川大学農学部附属農場長を併任。1987年、園芸学会の評議員に選出され、また香川県園芸研究協議会会長となる。1992年に香川大学停年退官、香川大学名誉教授となる。 

## 著書
- 蔬菜園芸学 伊東正・藤枝国光・橘昌司と共著 川島書店、1990年初版
- 古典文学と野菜 東方出版、1998年初版 日本図書館協会選定図書
- 細胞質雄性不稔と育種技術 分担執筆 シーエムシー出版、2003年
- 園芸ハンドブック 分担執筆 講談社、1987年
- 原色園芸植物大事典 分担執筆 小学館、1989年